# Théophile Georges Kassab
Théophile Georges Kassab (* 5. Juni 1945 in Zaidal, Syrien; † 22. Oktober 2013 im Libanon) war ein syrischer Geistlicher und syrisch-katholischer Erzbischof von Homs.

## Leben
Théophile Georges Kassab empfing am 6. Oktober 1974 das Sakrament der Priesterweihe durch Erzbischof Joseph Jacob Abiad. Er war in der syrisch-katholischen Erzeparchie Homs tätig unter anderem als Generalvikar.
Am 8. Mai 1999 ernannte ihn Papst Johannes Paul II. zum syrisch-katholischen Erzbischof von Homs, Hama und Nabk. Der syrisch-katholische Patriarch von Antiochia, Ignatius Moussa I. Daoud, spendete ihm am 3. März 2000 die Bischofsweihe; Mitkonsekratoren waren der syrisch-katholische Erzbischof von Hassaké-Nisibi, Jacques Behnan Hindo, und der syrisch-katholische Erzbischof von Aleppo, Denys Raboula Antoine Beylouni. Er verstarb als Kriegsflüchtling im Libanon. 
Théophile Georges Kassab war 2008 Leiter des Komitees, das das syrisch-katholische Patriarchat bis zur Wahl des neuen syrisch-katholischer Patriarchen im Jahr 2009 leitete sowie gleichzeitig Apostolischer Verwalter „sede vacante“ der Patriarchal-Eparchie.